# Парламентські вибори в Монако 2013
Парламентські вибори в Монако пройшли 10 лютого 2013 року. На них на п'ятирічний термін було обрано 24 депутати депутати однопалатного парламенту країни Національної ради. Опозиційна коаліція Горизонт Монако переконливо перемогла правлячий альянс Союз за Монако, отримавши 20 місць.

## Виборча система
Кожний виборець голосує або за партійний список, або за кандидатів з декількох списків (панашаж) за 24 місця. Обираються 16 кандидатів, що отримали найбільшу кількість голосів. Решта місць розподіляються за пропорційним представництвом між партіями, які пройшли 5% бар'єр.

## Кампанія
У виборах брали участь дві коаліції Горизонт Монако і Союз за Монако, а також партія Відродження. Усього було представлено 74 кандидати. На запрошення посла Монако при ОБСЄ спостереження за виборами здійснював представник від Польщі Конрад Ольшевскі.

## Вибори
У день голосування для збільшення явки виборців автобуси та автомобільні парковки були безкоштовними. Перед єдиною виборчою дільницею було встановлено 18-метровий екран, що показував результати виборів.

## Результати
| Партія                                                                               | Голоси | %      | Кількість місць | Зміна |
| ------------------------------------------------------------------------------------ | ------ | ------ | --------------- | ----- |
| Коаліція Горизонт Монако                                                             | 56 472 | 50,34% | 20              | +15 ▲ |
| Коаліція Союз за Монако                                                              | 43 743 | 38,99% | 3               | -11 ▼ |
| Відродження                                                                          | 11 964 | 10,67% | 1               | +1 ▲  |
| Недійсних бюлетенів                                                                  | 159    | —      | —               | —     |
| Порожніх бюлетенів                                                                   | 63     | —      | —               | —     |
| Усього                                                                               | 5 088  | 100,0  | 24              | —     |
| Зареєстрованих виборців/Явка                                                         | 6 824  | 74,55  | —               | —     |
| Джерело: Résultats des élections 2013 [Архівовано 16 травня 2013 у Wayback Machine.] |        |        |                 |       |